# デイヴ・マシューズ
デイヴ・マシューズ（英: Dave Matthews、1967年1月9日 - ）は、南アフリカ共和国生まれのアメリカ人ミュージシャン。ロックバンド、デイヴ・マシューズ・バンドのリード・ボーカル、ソングライター。

## 若年期からデビュー直後
デイヴ・マシューズこと本名デヴィッド・ジョン・マシューズは、南アフリカ共和国のヨハネスブルグで4人兄弟の3番目の子として生まれた。2歳の時、マシューズ一家は父親の仕事の関係でアメリカ合衆国ニューヨーク州のヨークタウンへ引っ越した。
1974年、一家はイギリスのケンブリッジに移った後で、1年後にニューヨークへ戻り、1977年にマシューズの父が肺がんで没した。この父の死が、マシューズの「その日を摘め」的な歌詞に影響をもたらしたと、伝記作者の Nevin Martell が主張している。ニューヨークに住んでいるとき、マシューズは母に連れられて初めてピート・シーガーのコンサートを観た。そして一家は、1977年にヨハネスブルグへ再度戻った。
マシューズが高校を卒業した頃は、南アフリカでは市民的不服従が巻き起こっていて、その頃にマシューズは南アフリカ軍からの徴兵を受けたが、平和主義的なクエーカーであるマシューズは、徴兵を避けるために南アフリカを出た。
1986年にニューヨークに移り、IBMで短期間働いた後、マシューズ一家がデイヴが生まれる前にかつて暮らしていたバージニア州シャーロッツビルで、母と共に暮らした。そして、マシューズはシャーロッツビルのローカルの音楽コミュニティの一員になった。ローカル・スターのティム・レイノルズに時々ステージへ呼ばれて演奏に加わったり、他の友人であるロス・ホフマンからレコードを録音するよう説得された。初めてのプロしてのギグはシャーロッツビルのモダンダンス大会で行い、トランペット奏者のジョン・ダースらが作曲した「Meaningful Love」を歌った。1991年に、マシューズは自分のバンドを結成することを思いついた。
マシューズは、リロイ・ムーア、カーター・ビューフォード、ステファン・レザード、ピーター・グラソー（1993年脱退）、ボイド・ティンズレーと、デイヴ・マシューズ・バンドを結成した。このバンドが行った最初のショーは、1991年3月14日にシャーロッツビルのナイトクラブで行われた中東の子供たちのためのチャリティ・ショーだった。
1994年、南アフリカに住んでいたマシューズの姉が夫に殺害される事件が起こった。この事件は、マシューズの生命に対する考え方に影響を及ぼし、「Shutgun」などの彼の一部の曲でそれを確認できる。1994年1月29日、マシューズはティム・レイノルズと、ニューヨークで姉との思い出をテーマに演奏をした。翌年に発表されたデイヴ・マシューズ・バンドのアルバム『Under the Table and Dreaming』は、姉に捧げられている。姉の遺児2人は、アメリカへ旅立ち、デイヴとその妹が躾などの面倒を責任をもってみた。

## 音楽

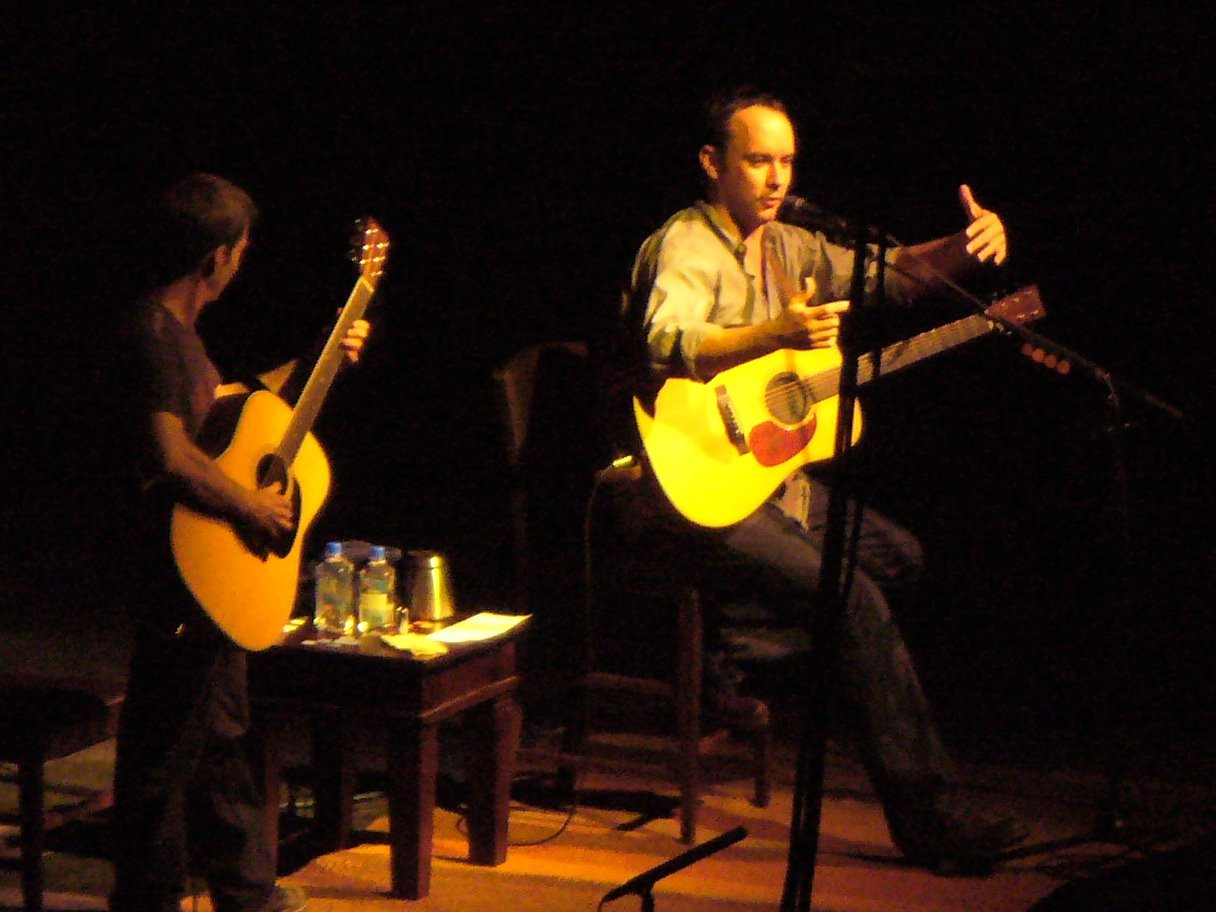
デイヴ・マシューズとティム・レイノルズ（2007年）

マシューズは、デイヴ・マシューズ・バンドの仕事に1990年から2003年まで専念していた。2003年、ブルーマン・グループのアルバム『The Complex』にて「Sing Along」という曲でマシューズはバンドから離れてソロで歌った。その年の後半、ソロアルバム『Some Devil』を発表し、ゴールドディスクを獲得し、シングル「Gravedigger」は2004年のグラミー賞を獲得した。アルバムをサポートするため、マシューズは『Some Devil』の録音に参加したミュージシャン達と、デイヴ・マシューズ & フレンズ名義でツアーを行った。
マシューズはベラ・フレック・アンド・フレックトーンズの1998年のアルバム『Left of Cool』にゲスト参加し、その返礼でベラ・フレック・アンド・フレックトーンズのベーシストのヴィクター・ウッテンがデイヴ・マシューズ・バンドのライヴやスタジオ録音に多く参加している。マシューズは、エミルー・ハリスの2000年のアルバム『Red Dirt Girl』の楽曲「My Antonia」でハリスとデュエットしている。

## 俳優
マシューズはアマチュア俳優として、1990年代前半にシャーロッツビルのいくつかの演劇に出演している。2003年に児童小説『Where the Red Fern Grows』でウィル・コールマンを演じると、2005年には映画『きいてほしいの、あたしのこと -ウィン・ディキシーのいた夏』にペットショップで働くギター弾きを演じ、2007年には映画『チャックとラリー おかしな偽装結婚!?』で同性愛者のセールスマンを演じた。2008年にはアダム・サンドラーの映画『エージェント・ゾーハン』で、ジェームズという名の人種差別主義者を演じた。さらにシシー・スペイセク主演の映画『レイク・シティ』で、重要な役割を演じた。2011年にはジョヴァンニ・リビシとジェイソン・リーと共演した『The Other Side』、デブラ・ウィンガーとテレンス・ハワード主演の『In The Woods』、アダム・サンドラーのコメディ『ウソツキは結婚のはじまり』と、3本の映画に出演した。

## 政治的活動
2000年アメリカ合衆国大統領選挙の前にインターネット・ビデオを発表し、どんな候補に対しても主張せず投票するように訴えた。候補者の中ではラルフ・ネーダーについてのみ名前を出した。マシューズの音楽は、政治などの社会問題をしばしば語るが、2004年まで大統領候補のためのキャンペーンは差し控えた。その後、民主党の候補者ジョン・ケリーに対して支持するよう強く訴えた。
2008年アメリカ合衆国大統領選挙では、バラク・オバマを支持した。2008年4月6日、マシューズはティム・レイノルズとインディアナ大学で、オバマに投票を促すためのコンサートを開催した。

## ディスコグラフィ

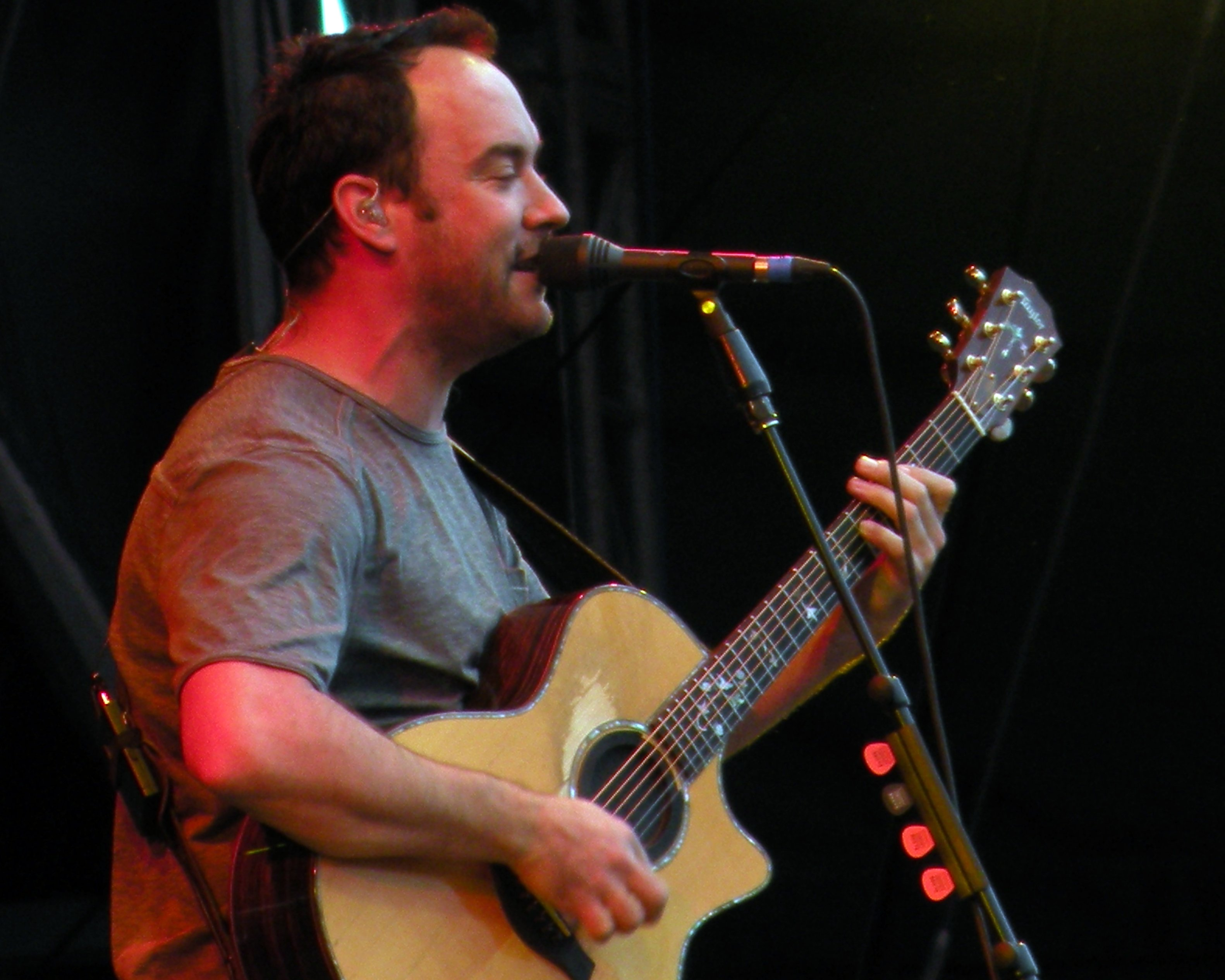
デイヴ・マシューズ（2009年）

以下は、ソロのディスコグラフィのみ。

### スタジオ・アルバム
- Some Devil（2003年）
- Imagine We Were（2005年） – オリジナルの音源は1989年

### ライヴ・アルバム
- Live at Luther College（1999年） – with Tim Reynolds
- Live at Radio City（2007年） – with Tim Reynolds
- Live in Las Vegas（2010年） – with Tim Reynolds

### シングル
| 2003                                 | "Gravedigger" | 35 | 35 | —  | Some Devil         |
| 2003                                 | "Save Me"     | —  | 26 | —  | Some Devil         |
| 2004                                 | "Oh"          | —  | —  | —  | Some Devil         |
| 2007                                 | "Eh Hee"      | —  | —  | 73 | Live at Radio City |
| "—" チャートに入らなかったことを示す |               |    |    |    |                    |

### 他のチャートの曲
| 年   | シングル                         | 順位       | 順位 | アルバム      |
| 年   | シングル                         | US Country | US   | アルバム      |
| ---- | -------------------------------- | ---------- | ---- | ------------- |
| 2008 | "I'm Alive" (with Kenny Chesney) | 54         | 118  | Lucky Old Sun |

### ゲスト・シングル
| 年   | シングル     | アーティスト       | 順位       | 順位 | 順位 | アルバム         |
| 年   | シングル     | アーティスト       | US Country | US   | CAN  | アルバム         |
| ---- | ------------ | ------------------ | ---------- | ---- | ---- | ---------------- |
| 2009 | "I'm Alive"A | ケニー・チェズニー | 6          | 32   | 73   | Greatest Hits II |

- A "I'm Alive" は2009年のシングルとして発売される前に2008年のアルバムからのカットとしてチャートに入った。

## 受賞歴

### グラミー賞
- 1997年: 最優秀ロック・パフォーマンス・デュオ/グループ – "So Much to Say", デイヴ・マシューズ・バンド
- 2004年: 最優秀男性ロック・ボーカル・パフォーマンス賞 – "Gravedigger", デイヴ・マシューズ